# منتخب بلجيكا لكرة الطائرة للرجال
منتخب بلجيكا الوطني لكرة الطائرة للرجال (بالفرنسية: Équipe de Belgique de volley-ball masculin)‏ هو ممثل بلجيكا الرسمي في المنافسات الدولية في كرة طائرة في فئة كرة الطائرة للرجال.